# Bukan (Verwaltungsbezirk)
Bukan (persisch شهرستان بوکان) ist ein Schahrestan in der Provinz West-Aserbaidschan im Iran. Er enthält die Stadt Bukan, welche die Hauptstadt des Verwaltungsbezirks ist. Der Bezirk wird überwiegend von schafiitischen Kurden bewohnt, die Sorani sprechen.

## Demografie
Bei der Volkszählung 2016 betrug die Einwohnerzahl des Schahrestan 251.409. Die Alphabetisierung lag bei 81 Prozent der Bevölkerung. Knapp 78 Prozent der Bevölkerung lebten in urbanen Regionen.
| Zensusjahr | Einwohnerzahl |
| ---------- | ------------- |
| 2011       | 224.628       |
| 2016       | 251.409       |